# Capacete Brodie

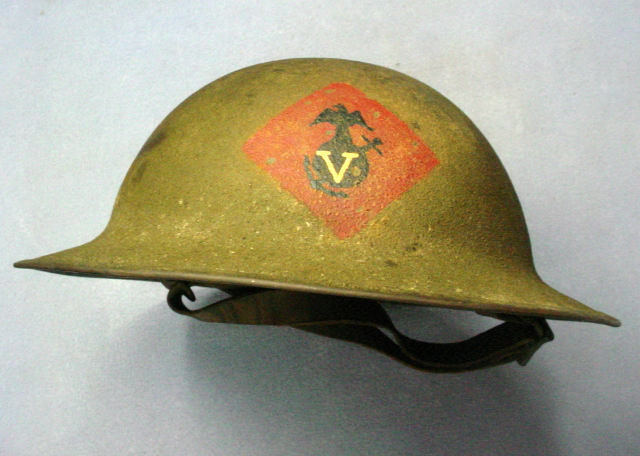
Um capacete M1917 do Corpo de Fuzileiros Navais dos Estados Unidos.

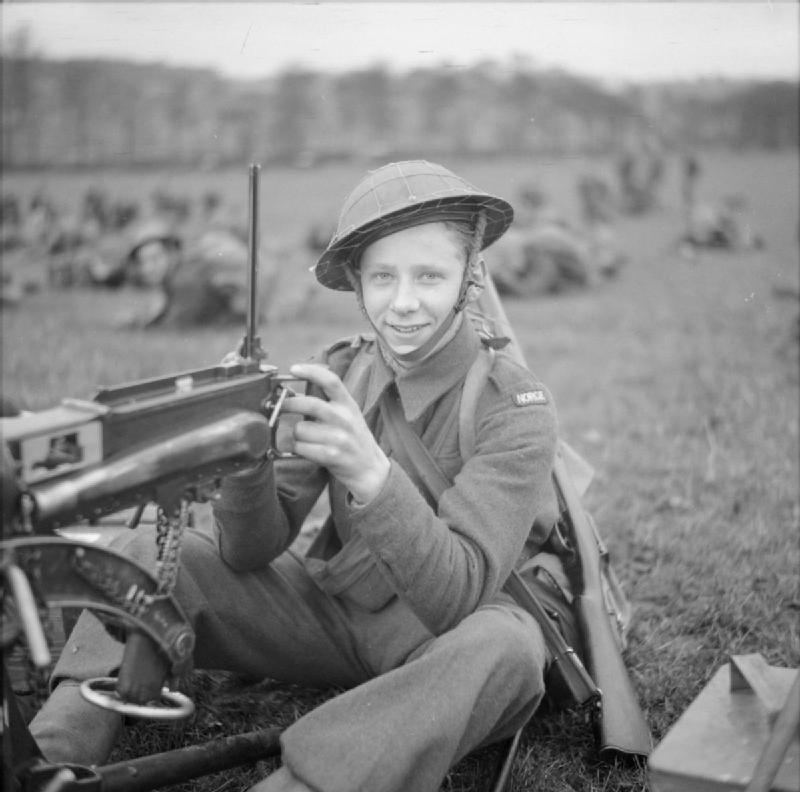
Um soldado norueguês durante a segunda guerra mundial com seu capacete Brodie.

O capacete Brodie (em inglês: Brodie helmet) é um capacete de combate de aço desenhado e patenteado em Londres em 1915 pelo inventor letão John Leopold Brodie (em letão:  Leopolds Janno Braude). Os britânicos e suas tropas coloniais (como a ANZAC) utilizaram este capacete extensivamente durante a Primeira Guerra Mundial, assim como os Estados Unidos. Sua versão modificada do Exército Britânico é chamada Mark I e no Exército dos Estados Unidos ficou conhecido como M1917, mas era coloquialmente chamado de capacete shrapnel, capacete Tommy, chapéu de lata , chapéu côco e capacete doughboy. Também era conhecido como chapéu de bacia de louça, chapéu de panela de lata, bacia-lavatório e capacete Kelly. O exército alemão o chamava de Salatschüssel (tigela de salada). Cerca de 9 milhões desses capacetes foram produzidos durante a Primeira Grande Guerra.
O Reino Unido e as forças do seu império utilizaram este capacete novamente na Segunda Guerra Mundial, usando, a partir de 1944, a nova versão Mk III. Já os Estados Unidos começou a introduzir o novo capacete M1 em 1941.

## Antecedentes
No início da Primeira Guerra Mundial, nenhum dos combatentes forneceu capacetes de aço para suas tropas. Soldados da maioria das nações iam para a batalha usando chapéus de pano, feltro ou couro que não ofereciam proteção contra armas modernas. O capacete alemão Pickelhaube era feito de couro e ferro, incluindo um espigão, mas não apresentava proteção contra estilhaços.
O grande número de ferimentos letais na cabeça que as armas de artilharia modernas infligiram aos exércitos levou à introdução do capacete de aço. O Exército Francês foi o primeiro a introduzir capacetes de aço modernos no verão de 1915. Os primeiros capacetes franceses eram servillières de aço em formato de tigela, usados sob os gorros de pano. Esses capacetes rudimentares foram logo substituídos pelo capacete Adrian Modelo 1915, projetado pelo Coronel August-Louis Adrian.
O capacete Brodie foi o primeiro capacete de combate distribuído a todos os soldados britânicos e da Commonwealth durante a Grande Guerra. Em setembro de 1915, um desenho patenteado por John Brodie foi selecionado como proteção de cabeça padrão do Exército Britânico. O modelo poderia ser cortado de uma única folha de aço e então prensado, tornando o capacete mais forte e mais fácil de produzir. Esses capacetes foram aprovados para serviço em 15 de maio de 1916, e o primeiro milhão de capacetes Brodie foi distribuído no verão de 1916. Foi o primeiro capacete dado a todos os soldados em serviço nos exércitos britânico e da Comunidade Britânica, independentemente da patente. Seria adotado também pela Força Expedicionária Americana (AEF) depois que os Estados Unidos entraram na guerra em 1917.

### Apelidos
O capacete Brodie recebeu vários apelidos:
| Original        | Em português             | País           | Detalhes                                    |
| --------------- | ------------------------ | -------------- | ------------------------------------------- |
| Shrapnel helmet | Capacete de estilhaços   | Reino Unido    |                                             |
| Battle bowler   | Chapéu côco de batalha   | Reino Unido    |                                             |
| Tommy helmet    | Capacete Tommy           | Reino Unido    | Tommy é o apelido do soldado britânico      |
| Tin hat         | Chapéu de lata           | Reino Unido    |                                             |
| Dishpan hat     | Chapéu de bacia de louça | Estados Unidos |                                             |
| Doughboy helmet | Capacete Doughboy        | Estados Unidos | Doughboy era o apelido do soldado americano |
| Tin pan hat     | Chapéu de panela de lata | Estados Unidos |                                             |
| Wash basin      | Bacia-lavatório          | Estados Unidos |                                             |
| Battle bowler   | Chapéu côco de batalha   | Estados Unidos | Apenas quando usado por oficiais            |
| Kelly helmet    | Capacete Kelly           | Estados Unidos |                                             |
| Salatschüssel   | Tigela de salada         | Alemanha       |                                             |

## Características

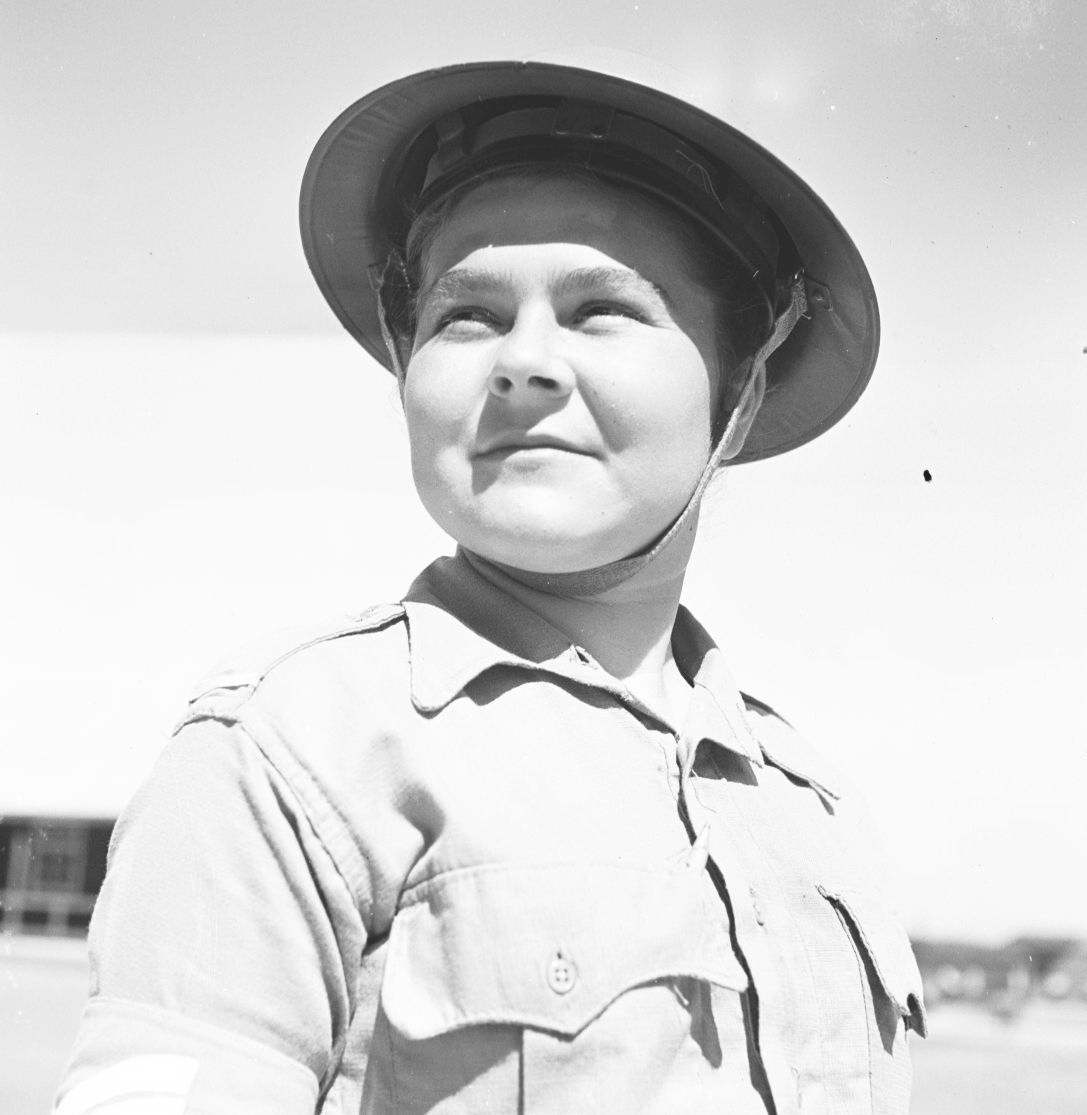
Capacete Brodie usado por uma militar judia do Corpo Feminino A.T.S. no Mandato Britânico da Palestina, em 7 de abril de 1942.

O Brodie Mark I é um capacete de aço em formato de tigela, pintado de verde, com aba larga de construção simples prensada e com acabamento em viés. Inicialmente feito de aço macio, foi rapidamente reconhecido que o aço manganês Hadfield — um aço austenítico contendo 13% de manganês e 1,2% de carbono, patenteado em 1883 — ofereceria proteção balística significativamente melhor. O aço manganês Hadfield exibe efeitos de endurecimento por deformação muito pronunciados; embora normalmente macio e dúctil, ele rapidamente se torna muito forte e duro quando é impactado ou submetido a deformação plástica. O aço Hadfield também é, como todos os aços austeníticos, não-magnético, de modo a não interferir em bússolas.
O Brodie tem uma aba de 2 pol (5cm) de largura que protegia a cabeça e os ombros de estilhaços vindos de cima. Tinha a desvantagem de não proteger o pescoço e a parte inferior da cabeça do soldado, além de também refletir a luz, o que poderia revelar posições em situação de combate. Isso foi remediado pintando-o de verde cáqui claro e adicionando uma cobertura com serragem e cortiça, dando-lhe uma superfície opaca e não-reflexiva. O Brodie tinha 0,9mm de espessura e pesava aproximadamente 1,3 libras (589g) no total. No geral, ele lembra muito o chapéu de chaleira medieval ou chapel de fer.
O forro é do padrão MK I, composto por uma construção de duas partes: uma almofada oval de gaze, amianto e feltro e uma faixa de cabeça sem lingueta de tecido americano acolchoada com algodão, fiapos e lona (na parte inferior) e presa a um suporte de faixa de cabeça de rede. Um complexo sistema de jugular no queixo de couro é encaixado na parte superior da almofada oval e passa por ambos os lados do forro, sendo passado por dois fardos de arame retangulares, um de cada lado do aro, e acoplado a uma segunda tira que é a tira de queixo propriamente dita, que apresenta uma fivela de metal de um único pino. Na parte externa deste suporte - entre o suporte do crânio e o casco do capacete - é fixada uma série de 12 amortecedores de borracha em forma de tubo. Todo o revestimento de duas peças e a almofada são presos firmemente à coroa do casco do capacete por um único rebite de cobre que passa pela tira de couro e pela almofada.
Em meados de 1916, havia diversas variações no formato e na fabricação do capacete de aço Mark I, incluindo um com uma tigela estriada. Capas de tecido para capacetes foram amplamente utilizadas mesmo após a introdução da tinta texturizada e não-reflexiva. As capas eram feitas de estopa, tecido ou qualquer material disponível. Um cordão ajustável foi adicionado para prender a capa sobre o capacete. No início de 1917, o Capitão Richard R Cruise, do Corpo Médico Real do Exército, criou um véu ou cortina de cota de malha para ser preso ao capacete, de modo a evitar que os soldados ficassem cegos por estilhaços. Diferentemente do domo completo do Adrian ou do Stahlhelm, o capacete projetado pelos britânicos era mais raso. Seu sistema de suspensão ajustável era de desenho convencional, sendo feito de couro e tecido tratado. Mais de 7,5 milhões de capacetes Brodie foram produzidos e continuaram a servir, com pequenas modificações e melhorias, até a Segunda Guerra Mundial.